# Walkenried
Walkenried es un municipio situado en el distrito de Gotinga, en el estado federado de Baja Sajonia (Alemania), a una altitud de 275 metros. Su población a finales de 2016 era de unos 2250 habitantes y su densidad poblacional, 180 hab/km².
Se encuentra ubicado junto a la frontera con el estado de Turingia.